# Bulgarije op het Eurovisiesongfestival
Bulgarije debuteerde in 2005 op het Eurovisiesongfestival.

## Geschiedenis

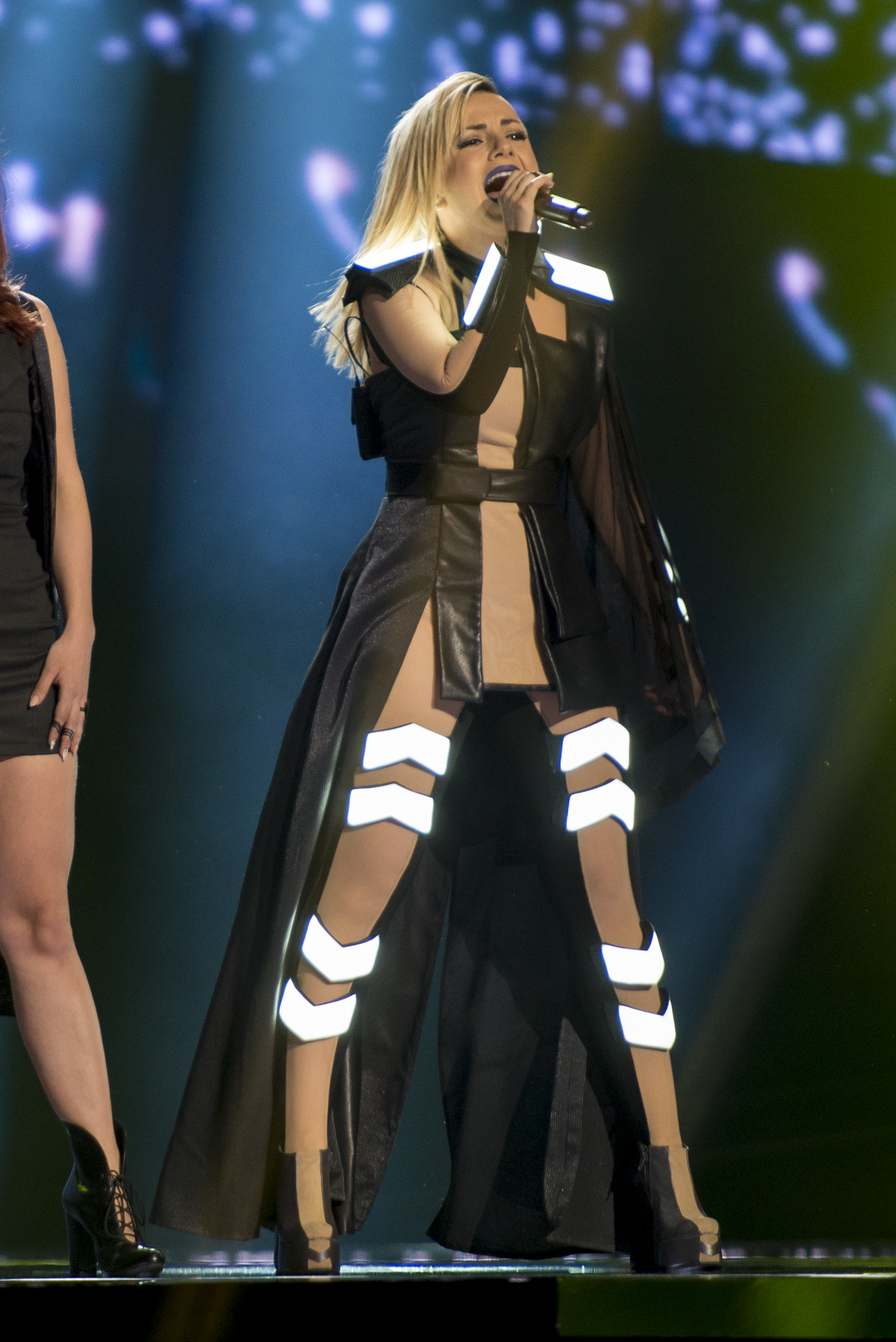
Poli Genova op het Eurovisiesongfestival 2016.

Het debuut van Bulgarije liet lang op zich wachten. Terwijl buurlanden als Roemenië en Macedonië in de jaren negentig al debuteerden op het Eurovisiesongfestival, waren de Bulgaren er in 2005 pas voor het eerst bij. De voorbereiding op die eerste deelname verliep niet geheel zonder kleerscheuren. Bij de nationale finale, waarin beslist zou worden wie er voor Bulgarije naar het songfestival zou mogen, werd de band Kaffe ervan beschuldigd dat de wedstrijd al verkocht was en dat het vooraf al vast stond dat zij naar het songfestival mochten. De andere favoriet weigerde daarom op te treden, maar werd, zelfs zonder optreden, toch nog tweede bij de televoters. Kaffe won en vertegenwoordigde Bulgarije als eerste ooit op het songfestival. Hun ballad Lorraine strandde echter in de halve finale.
Na dit zwakke debuut is Bulgarije ook in de daaropvolgende jaren weinig succesvol geweest op het Songfestival: acht van de elf deelnames tot nu toe strandden in de halve finale. De eerste keer dat het Bulgarije lukte de finale te halen, was in 2007, toen het vertegenwoordigd werd door Elitsa Todorova en Stojan Jankoelov met het opzwepende nummer Voda (Water). In de halve finale behaalde dit duo een zesde plaats. In de finale was het nummer met een vijfde plaats zelfs nog succesvoller.
Hoewel Bulgarije jaar na jaar onopvallende inzendingen naar het songfestival heeft gestuurd, en uitgroeide tot een van de slechtst presterende songfestivallanden, bleef het toch aan het liedjesfestijn deelnemen. Kwalificatie voor de finale zat er in de jaren na 2007 telkens niet in, al kwam het land daar nog wel een paar keer dicht bij. In 2008, 2011, 2012 en 2013 zaten de Bulgaren met tweemaal een 11de plaats en tweemaal een 12de plaats net niet bij de tien finalisten. In 2012 was het mislopen van de finale extra zuur, toen zangeres Sofi Marinova evenveel punten had als de nummer 10, Noorwegen. De Noorse inzending ging toen door omdat het van meer landen punten had ontvangen dan Bulgarije.
In 2013 stuurde Bulgarije nogmaals het duo Elitsa Todorova en Stojan Jankoelov naar het songfestival, in de hoop hun succes van 2007 te evenaren ofwel te overtreffen. Ditmaal was hun inzending Samo sjampioni, maar het lukte hen niet de negatieve spiraal voor het land te doorbreken.
Eind 2013 besloot de Bulgaarse omroep zich om financiële redenen terug te trekken uit het festival, en in 2014 geen kandidaat af te vaardigen naar Kopenhagen. In 2016 keerde het land echter terug en werd daarbij voor een tweede maal vertegenwoordigd door Poli Genova, die een half jaar eerder nog presentatrice was geweest van het Junior Eurovisiesongfestival 2015 in Sofia. Haar lied If love was a crime presteerde boven verwachting goed: het kreeg 307 punten en eindigde in de finale op de vierde plaats. Dit was de hoogste eindrangschikking van Bulgarije ooit, een record dat een jaar later al meteen werd verbeterd toen de 17-jarige Kristian Kostov aantrad met Beautiful mess. Kostov won zijn halve finale en behaalde in de finale een tweede plaats, op ruime afstand van winnaar Portugal. In 2018 haalde ook Equinox met Bones de finale, maar met de 14de plaats haalde het net niet de eerste helft daar.
Na deze drie succesvolle jaren trok Bulgarije zich voor het festival van 2019 opnieuw om financiële redenen terug. Volgens een officiële verklaring van de Bulgaarse omroep was deze beslissing ingegeven doordat de kosten van deelname ruim boven het budget van de omroep lagen. Protesten van de Bulgaarse tak van de internationale Eurovisiefanclub volgden, waarna de omroep een verklaring opstelde dat het land snel weer terug zou keren. Voor 2020 werd een sponsor gevonden, waardoor het land weer mee kon doen, en in 2021 haalde VICTORIA met Up Is Getting Old de finale en werd daar 11de. In 2022 had de groep Intelligent Music Project met het lied Intention daarentegen minder succes. De groep werd 16e in de halve finale. 
In aanloop naar de editie van 2023 liet de omroep BNT weten dat het zich niet alleen voor 2023 terugtrok, maar waarschijnlijk ook voor de toekomstige edities, omdat de omroep geen interesse meer in het programma had.

## Bulgaarse deelnames
| Jaar | Artiest                            | Titel                     | Fin. | Ptn. | Semi | Ptn. | Taal               |
| ---- | ---------------------------------- | ------------------------- | ---- | ---- | ---- | ---- | ------------------ |
| 2005 | Kaffe                              | Lorrain                   | X    | X    | 19   | 49   | Engels             |
| 2006 | Mariana Popova                     | Let me cry                | X    | X    | 17   | 36   | Engels             |
| 2007 | Elitsa Todorova & Stojan Jankoelov | Voda                      | 5    | 157  | 6    | 146  | Bulgaars           |
| 2008 | Deep Zone & Balthazar              | DJ, take me away          | X    | X    | 11   | 56   | Engels             |
| 2009 | Krassimir Avramov                  | Illusion                  | X    | X    | 16   | 7    | Engels             |
| 2010 | Miro                               | Angel si ti               | X    | X    | 15   | 19   | Bulgaars en Engels |
| 2011 | Poli Genova                        | Na inat                   | X    | X    | 12   | 48   | Bulgaars           |
| 2012 | Sofi Marinova                      | Love unlimited            | X    | X    | 11   | 45   | Bulgaars           |
| 2013 | Elitsa Todorova & Stojan Jankoelov | Samo sjampioni            | X    | X    | 12   | 45   | Bulgaars           |
| 2016 | Poli Genova                        | If love was a crime       | 4    | 307  | 5    | 220  | Engels en Bulgaars |
| 2017 | Kristian Kostov                    | Beautiful mess            | 2    | 615  | 1    | 403  | Engels             |
| 2018 | Equinox                            | Bones                     | 14   | 166  | 7    | 177  | Engels             |
| 2021 | Victoria                           | Growing up is getting old | 11   | 170  | 3    | 250  | Engels             |
| 2022 | Intelligent Music Project          | Intention                 | X    | X    | 16   | 29   | Engels             |

## Punten
In de periode 2005-2022. Punten gegeven in de halve finales zijn in deze tabellen niet meegerekend.
| Plaats | Land         | Punten |
| ------ | ------------ | ------ |
| 1      | Griekenland  | 120    |
| 2      | Armenië      | 80     |
| 3      | Oekraïne     | 68     |
| 4      | Rusland      | 61     |
| 5      | Azerbeidzjan | 58     |

| Plaats | Land                | Punten |
| ------ | ------------------- | ------ |
| 1      | Verenigd Koninkrijk | 64     |
| 2      | Cyprus              | 63     |
| 3      | Noord-Macedonië     | 59     |
| 4      | Spanje              | 55     |
| 5      | Malta               | 52     |

### Twaalf punten gegeven aan Bulgarije
| Aantal | Land                | Wanneer            |
| ------ | ------------------- | ------------------ |
| 2      | Cyprus              | 2016 (t), 2018 (t) |
| 2      | Noord-Macedonië     | 2017 (j+t)         |
| 2      | Wit-Rusland         | 2017 (j+t)         |
| 1      | Azerbeidzjan        | 2017 (t)           |
| 1      | Estland             | 2017 (j)           |
| 1      | Griekenland         | 2007               |
| 1      | Hongarije           | 2017 (t)           |
| 1      | Noorwegen           | 2017 (j)           |
| 1      | San Marino          | 2017 (t)           |
| 1      | Spanje              | 2016 (t)           |
| 1      | Tsjechië            | 2017 (t)           |
| 1      | Verenigd Koninkrijk | 2017 (t)           |

(j) = vakjury; (t) = televoting

### Twaalf punten gegeven door Bulgarije
(Vetgedrukte landen waren ook de winnaar van dat jaar.)
| Jaar | Land         | Jaar | Land                    | Jaar | Land                         |
| ---- | ------------ | ---- | ----------------------- | ---- | ---------------------------- |
| 2005 | Griekenland  | 2011 | Verenigd Koninkrijk     | 2017 | Oostenrijk (j) Frankrijk (t) |
| 2006 | Griekenland  | 2012 | Servië                  | 2018 | Oostenrijk (j) Cyprus (t)    |
| 2007 | Griekenland  | 2013 | Azerbeidzjan            | 2019 | Geen deelname                |
| 2008 | Duitsland    | 2014 | Geen deelname           | 2021 | Moldavië (j) Italië (t)      |
| 2009 | Griekenland  | 2015 | Geen deelname           | 2022 | Griekenland (j) Oekraïne (t) |
| 2010 | Azerbeidzjan | 2016 | Armenië (j) Rusland (t) |      |                              |

(j) = vakjury; (t) = televoting
2005 · 2006 · 2007 · 2008 · 2009 · 2010 · 2011 · 2012 · 2013 · 2014-2015 · 2016 · 2017 · 2018 · 2019-2020 · 2021 · 2022 · 2023-2025